# Козлов, Игорь (футболист, 1967)
Игорь Козлов (3 января 1967) — советский и российский футболист, играл на позиции полузащитника и нападающего.

## Биография
Профессиональную карьеру начинал в ленинградском «Динамо» в 1985 году во второй лиге. В 1993 году перешёл в латвийский РАФ, став единственным легионером в чемпионате страны того сезона. 17 июня того же года в финале Кубка Латвии против рижского клуба «Пардаугава» после грубой ошибки полузащитника соперника Павленко, на 75-й минуте матча забил единственный мяч во встрече. 17 августа 1993 года забил единственный мяч в ворота фарерского клуба «ХБ Торсхавн» в рамках Кубка обладателей кубков УЕФА 1993/1994, принеся домашнюю победу. Всего же в чемпионате Латвии отметился четырьмя забитыми мячами. В 1994 году выступал за махачкалинский клуб «Анжи», за который провёл 12 матчей во втором российском дивизионе и один в национальном Кубке. В 1995 году находился в заявке владивостокского «Луча», однако матчей так и не провёл.

## Достижения

### Командные
РАФ
Бронзовый призёр Чемпионата Латвии: (1)
- 1993;

Обладатель Кубка Латвии: (1)
- 1992/1993